# 단순 조화 운동
역학 및 물리학에서 단순 조화 운동(SHM으로 약칭 된다.)은 크기가 평형 위치에서 물체의 거리에 비례하고 평형 위치를 향해 작용하는 복원력을 통해 물체가 경험하는 특별한 유형의 주기적 운동을 가리키는 용어이다. 그것은 무기한으로 계속되는 사인파에 의해 설명되는 진동을 초래한다.(마찰 또는 다른 에너지 소실에 의해 억제되지 않는 경우에 한정한다.)

## 설명
단순 조화 운동은 다양한 운동에 대한 수학적 모델 역할을 할 수 있지만 훅의 법칙에 의해 주어진 선형 탄성 복원력의 영향을 받을 때는 스프링에서 질량의 진동으로 대표된다. 이러한 동작은 시간상 사인파이며 단일 공진 주파수를 나타낸다. 다른 현상은 단순한 진자의 운동을 포함하여 단순 조화 운동으로 모델링 할 수 있지만 정확한 모델이 되려면 진자 끝에있는 물체에 가해지는 알짜힘이 변위에 비례해야 한다. 그럼에도 불구하고 스윙 각도가 작 을 때만 좋은 근사치이다. 작은 각도 근사는 효력이 없다. 단순 조화 운동은 분자 진동을 모델링하는 데에도 사용할 수 있다. 단순 조화 운동은 푸리에 해석학 기술을 통해 더 복잡한 주기적 운동을 특성화하기 위한 기초를 제공한다.

## 같이 보기
- 역학
- 물리학